# Casa del Raganer
La Casa del Raganer es troba al bell mig del Torrent del Reganer a Olesa de Montserrat i actualment està en ruïnes. Fou construït al segle xvii. Actualment l'accés és enrevessat i està força aïllat de l'entorn, actualment el camí més fàcil està tallat per unes edificacions i finques privades que barren el pas. A l'entorn de la casa també hi ha un important bosc de llorers, conegut com a Lloreda del torrent del Reganer. És visible des del Camí del Samper.

## Orígens i història
El topònim de la zona ja surt documentat el 963: [...]per ipsam serram de Ragenario [...], però amb els anys s'ha oficialitzat com a Raganer. Aquesta referència històrica apareix en el document de venda per part del comte Miró, que fou publicat per Pere de Marca a partir d'una copia autèntica feta l'any 1651 a Montserrat. La casa es construeix en els anys posteriors a la compra del terreny el 1646 per part del pagès Pau Sastre als hereus d'en Salvador Carreras. Posteriorment s'hi traslladà a viure amb la seva família. Esdevenint amb els anys com a Casa del Raganer, tot i que també va ser coneguda com la Casa del Bessons, ja que un descendent va tenir bessonada. La casa va romandre habitada fins al 1834, quan la familia l'abandonà per tornar a viure al poble.

## Descripció
La casa està envoltada per dos torrents, que fan el terreny irregular. Assentada sobre un sòcol inclinat de pissarra, es aixecada amb pedra de llicorella i morter de calç, assolint unes dimensions de 18 de llarg i 6,2 metres d'ample. Disposava de forn de pa, cup, trull, celler i cuina, la qual cosa la feia una casa d'explotació agrícola autosuficient. També disposava d'un primer pis on es devien trobar els dormitoris, tot i que ja no en queda rastre.
El forn de pa, restaurat pel CMRO, estava realitzat amb volta de totxo. A les parets encara resten els punts on s'encastaven les bigues que sostenien el trull. La mola de pedra (110 cm de diàmetre) encara resta esplèndida entre les parets de la casa. Actualment, a part dels elements restaurats, només es mantenen en peu les parets laterals fins a 2 metres d'alçada com a molt, i es pot veure la base de l'escala que portava al pis superior.
En els voltants es trobava la Font del Raganer, que actualment resta perduda, però que devia abastir la masia.